# Dom Planika pod Triglavom
Dom Planika pod Triglavom (2401 m) je planinska postojanka, ki stoji na planoti Ledine pod južnim ostenjem Triglava. Prva koča, imenovana Triglavski tempelj, je bila postavljena že 18. septembra 1871. Leta 1877 je na tem mestu Nemško-avstrijsko planinsko društvo zgradilo novo Kočo Marije Terezije. 13. avgusta 1911 je bil poleg koče postavljen Dom Marije Terezije. Po prvi svetovni vojni je dom prevzelo Slovensko planinsko društvo in ga preimenovalo v Aleksandrov dom. Koča je bila nato spremenjena v obmejno stražnico. Leta 1945, ko ga je v upravljanje prevzelo PD Gorje, je dom dobil sedanje ime. Leta 1987 so karavlo porušili, na njenih temeljih pa 19. avgusta 1992 zgradili večjo depandanso.

## Dostopi
- 5.30 h: od Kovinarske koče v Krmi (870 m), čez Konjsko sedlo
- 2 h: od Tržaške koče na Doliču (2151 m)
- 2 h: od Vodnikovega doma na Velem polju (1817 m)

## Prehod
- 1 h: do Triglavskega doma na Kredarici (2515 m)

## Vzponi na vrhove
- 1.30 h: Triglav (2864 m), čez Mali Triglav (2725 m)
- 1.30 h: Triglav (2864 m), čez Triglavsko škrbino (2659 m)